# Peberholm
Peberholm es una pequeña isla artificial ubicada en la parte danesa del puente Øresund. Tiene 130 hectáreas (1,3 km²) de superficie, y forma parte del municipio de Tårnby. Fue construida como parte del puente Øresund, que conecta Dinamarca con Suecia. Se encuentra a 800 metros al suroeste la isla natural de Saltholm.

## Construcción de la isla
La construcción de la conexión entre Copenhague y Mälmo requería el uso extensivo de Saltholm para efectuar la transición, entre el túnel bajo el estrecho de Drogden, del lado danés, y el puente sobre el Oresund, del lado sueco. El estrecho de Drogden no podía cruzarse mediante un puente debido a la proximidad del aeropuerto de Copenhague-Kastrup. La isla de 4,3 kilómetros de largo es atravesada por una autopista y una vía ferroviaria.
Para proteger la ecología de la isla, se decidió construir una isla artificial al sur de Saltholm utilizando materiales extraídos de la construcción del túnel.
Peberholm está protegida por leyes estrictas. Únicamente se permite a biólogos una visita anual a la isla más allá de la autopista y la vía ferroviaria a las que la isla debe su creación. Es considerada también un experimento biológico. Los científicos realizan observaciones mientras las plantas y animales colonizan la isla. En 2011 se registraron 25 especies de aves y 500 especies de plantas.

## Imágenes

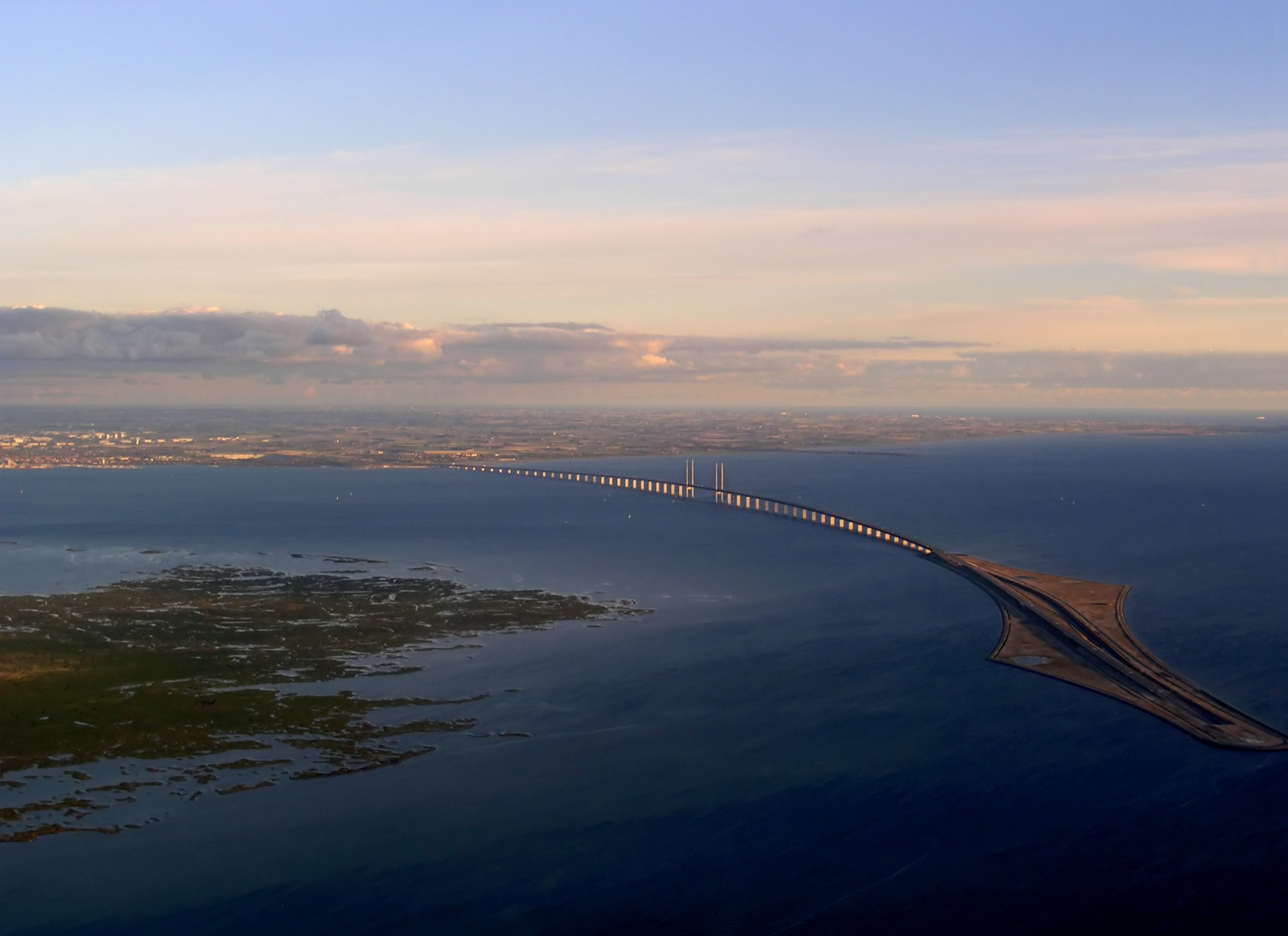
Puente Øresund de Dinamarca a Suecia. A la derecha está la isla artificial de Peberholm, y a la izquierda Saltholm. La imagen está tomada desde el aire.
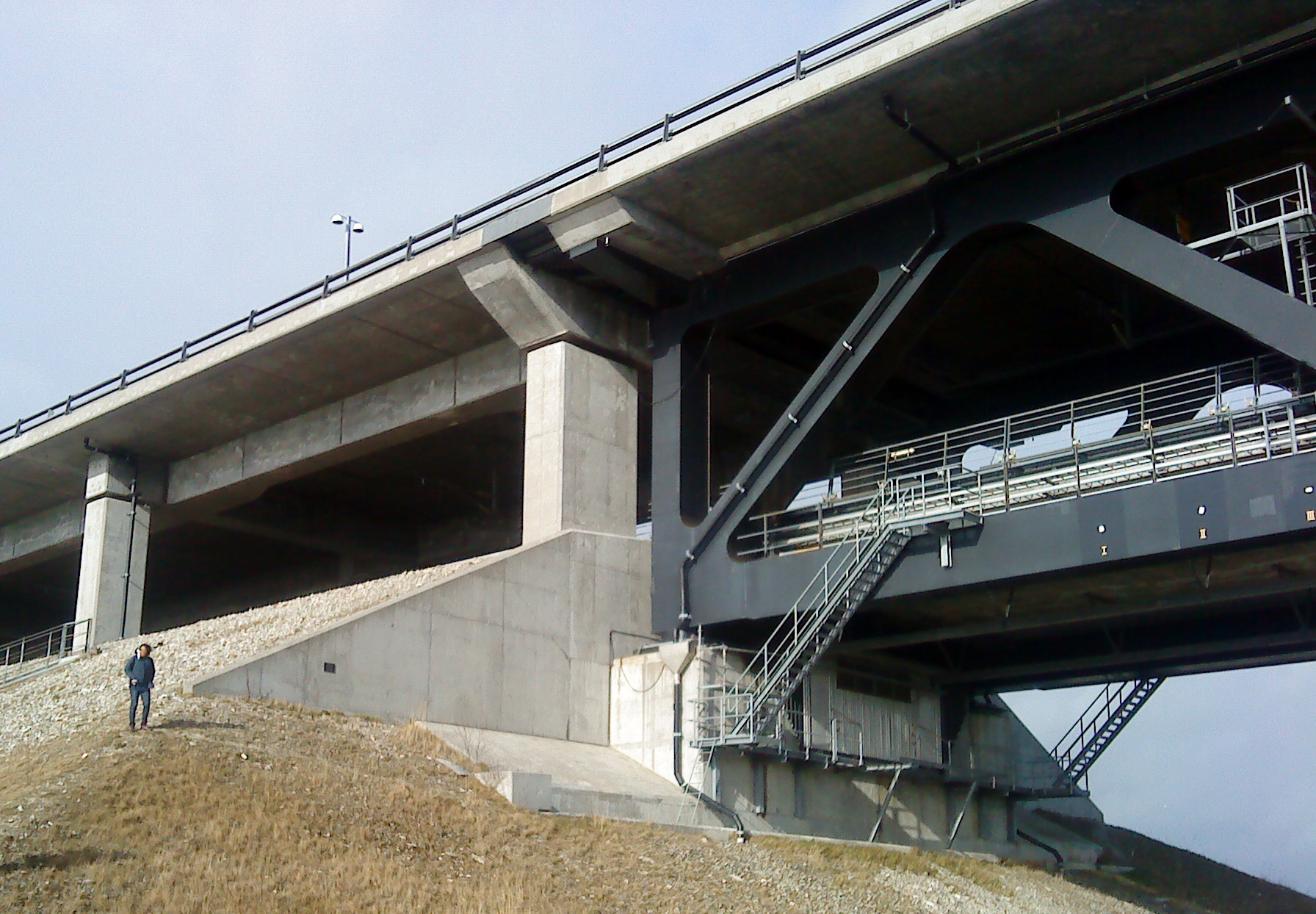
Tablero del puente Øresund en la isla. El nivel inferior es para el ferrocarril y el superior para la carretera.
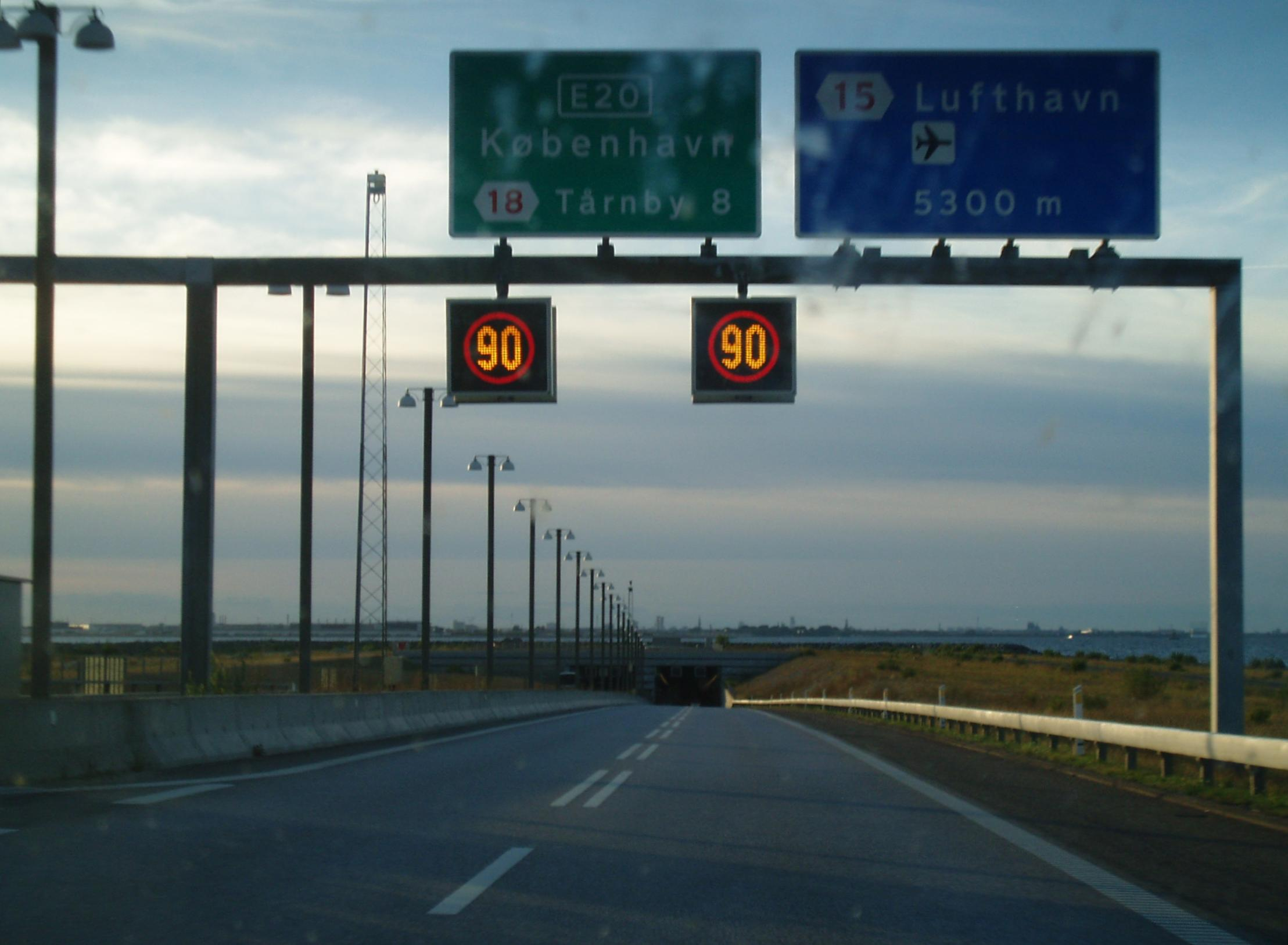
Entrada al túnel carretero de Øresund, en dirección a Copenhague.